# Hoitsy Pál
Domályosi Hoitsy Pál (Vatya, 1850. december 31. – Budapest, 1927. december 23.) hírlapíró, csillagász, szemészorvos, politikus, országgyűlési képviselő; a felsőház tagja.

## Életpályája
Édesapja domályosi Hoitsy Sámuel (1805–1868), édesanyja Szekovits Amália (1824–1900) volt. Iskoláit 1861-től 1869-ig Nagykőrösön, Sopronban, Pesten és Szarvason végezte. 1869-ben Budapestre ment egyetemre, ahol bölcsészetet hallgatott és a tanárképzőnek is tagja volt. 1873-ban doktori, 1874 végén pedig tanári vizsgát tett fizikából és mennyiségtanból. Októbertől Jedlik Ányos egyetemi tanár mellett fizikai asszisztens volt. Katonai szolgálata után, 1875–1877 között külföldön tartózkodott, három félévig a berlini egyetemen előadásokat hallgatott és másfél évig dolgozott az ottani csillagvizsgálóban. 1876–1877 telén a polai csillagvizsgálónál dolgozott.
Itthon 1877-től három évig a budapesti VIII. kerületi főreáliskolában a matematika helyettes tanáraként működött. Mint a Függetlenségi Párt jelöltjét a gyomai kerület 1881-től háromszor egymás után (1881, 1884, 1887) választotta meg országgyűlési képviselőjének, függetlenségi és 1848-as programmal. A képviselőháznak egy ciklusban jegyzője is volt. Az 1892. évi választáson a székelykeresztúri kerületből választották az országgyűlésbe. A Függetlenségi és Negyvennyolcas Párt kettészakadásakor az Ugron-féle frakció híve volt, de később visszatért az anyapártba, mígnem az 1895. februári pártszakadás alkalmával az Ugron-csoporttal tartott. 1896 és 1905 között kimaradt a parlamentből, ahová 1905-ben egy pápai időközi választáson tért vissza. Az 1906-os választásokon 1910-ig, mikor is visszavonult a közélettől.
Kezdetben mint csillagászati szakíró keltett feltűnést, az 1870-es évek végétől a függetlenségi és negyvennyolcas párt egyik nagy tekintélyű politikusa, szónoka és publicistája volt. Mint író 1873-ban lépett föl először több folyóiratban, csillagászati és meteorológiai tárgyú népszerűsítő cikkeket írt, később publicisztikával és politikával kezdett foglalkozni. Munkatársa, később ideiglenesen felelős szerkesztője volt a Függetlenségnek, Verhovay lapjának; ezen lapba írt cikkeiért 1880-ban az államügyészség sajtóperbe fogta, az esküdtszék azonban fölmentette. Ugyanezen cikkeiért a katonai hatóság is vizsgálatot rendelt ellene, mire Hoitsy beadta lemondását katonai rangjáról, amit azonban a katonai hatóság nem fogadott el és őt tiszti rangjától megfosztotta.
1880. októbertől rendes munkatársa és vezércikkírója lett az Egyetértésnek és az maradt 1889-ig. 1905-ben átvette Nagy Miklóstól a Vasárnapi Ujság szerkesztését, és 1921-ig folytatta. 1908-tól a Ferenc-csatorna Rt. elnöke. Miután visszavonult a politikai élettől, az Újságírók Nyugdíjegyesületének lett elnöke. 1927-ben annak megalakulásától pár hónappal később bekövetkezett haláláig a felsőház tagja volt.

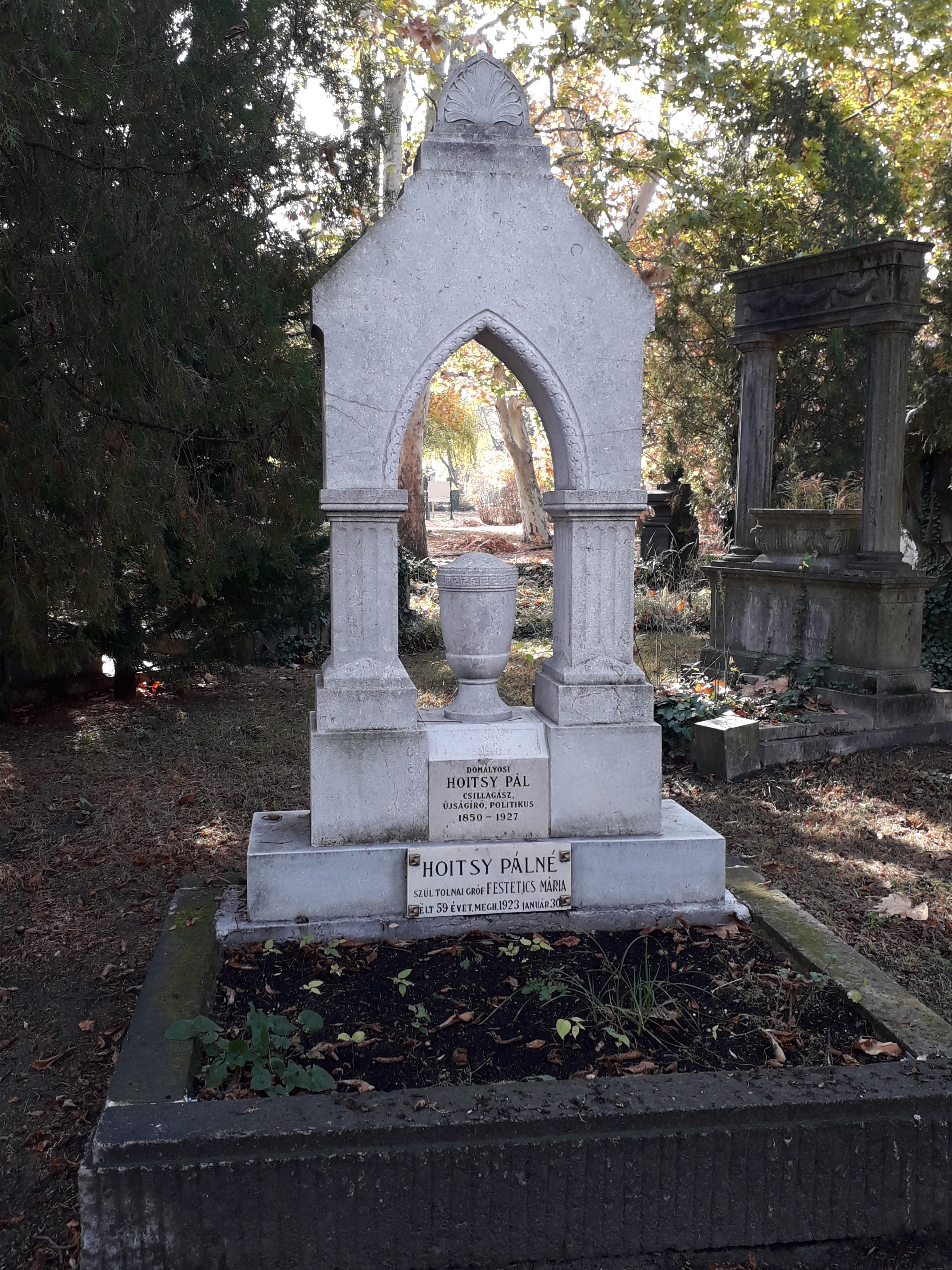
Hoitsy Pál sírja

## Házassága
1886 április 15.-én Budapesten vette feleségül gróf tolnai Festetics Mária Antóniát (1863–1923), gróf tolnai Festetics Benno (1812–1872), és bernátfalvi és földvári Földváry Róza (1821–1896) lányát. A házasságból nem született gyermekük.

## Művei

### Folyóiratcikkei
- Természettudományi Közlöny: 1877. A csillagvizsgálás mai feladatai, 1878. A meteorok mint az élet hordozói, 1879. A nap melegének forrásai, Meteorologia mint időjóslás, 1884. Mikor lesz eső
- Vasárnapi Ujság: 1877. Leverrier, 1878. Pater Secchi, A Miskolcot elpusztított vihar, 1879. Edison, 1880. A szelekről, A talajváltozás által okozott földrengések és Zágráb esete, Budapesti középidő és válasz Heller Ágostnak, Napfoltok és Napkitörések, 1881. A ménesek világa, Balla Károly iratai, Új világosság, A jelenleg látható üstökös, Csillagászok dolog közben, 1882. A Vénus átmenetele dec. 6., 1883, Ujabb találmányok, Villamos kiállítás, 1884. Kihaló emberfajok, Az ég pirkadása, 1887. A villám fotographiája, A holdlakók napfogyatkozása, Ideális tájkép a Jupiter legbelsőbb holdjáról, 1889. Az Eiffel-torony, 1893. Puskás Tivadar, A felhők, képekkel, 1894. Geologia és államalakulás, mutatvány
- Egyetértés: 1879. 131. sz. Dove, 312. sz. Arago, 1883. 57. sz. Az akadémia és feladata, 1884. 307. sz. Horváth Cyrill és a magyar philosophia, 1888. 25. sz. Báró Majthényi Ottó és 1894-től Közéletünk c.közlemények ?. jegy alatt
- Havi Szemle: 1879. Az időjóslás mint babona
- Fővárosi Lapok: 1879. Madách mint csillagász
- Arad és Vidéke: 1881. 125., 150. sz. vezércikkek
- Otthon: 1875. III. Aristokratia és demokratia az anyavilágon belől
- Nemzeti Hírlap
- Magyar Hírlap

### Önállóan megjelent művek
- Csillag-észlelés a kelet-nyugot vonalban. Budapest, 1877. (Értekezések a Mathematikai Tudományok Köréből, V. 3.)
- A biztosság feltételei bolygók pályaelemeinek számításánál. Budapest, 1877.
- A mi az embert környékezi. Olvasmányok a természet világából, a művelt közönség s az ifjúság számára. Dr. Berlin munkája nyomán a hazai viszonyokhoz alkalmazva írták többen. Budapest, 1883. (146 ábrával.)
- A nagy természet és a kicsiny ember. Budapest, Franklin, 1883. (Népszerű Természettudományi Értekezések.)
- Mikor lesz eső? Bpest, 1884 (Népszerű Természettudományi Előadások 45.)
- Népszerű csillagászattan. Az égboltozat egyetemes leírása. Flammarion Camille után ford. Budapest, 1882. Két kötet 360 ábrával.
- Jövőnk és az uralkodóház. Geologia mint politikai tényező. Budapest, 1894. (Ismertetés Vasárnapi Ujság 21. sz.)
- Nagy-Magyarország. A magyar történet jövő századai Budapest, 1902.
- A csillagok világából. Budapest, 1903. (Lampel Róbert, Wodianer F. és Fiai)
- Régi magyar alakok. (A letűnt mondák férfiai. I–II. Budapest, 1923).